# 阿尔伯特·班宁
阿尔伯特·班宁（Albert Baning，1985年3月19日—），是喀麦隆足球运动员，司职中场或锋线球员。
班宁少年时期被大连实德与很多非洲球员一起引进到了中国，代表珠海/上海中邦参加了中超联赛。此后他赴欧洲，加盟了巴黎圣日耳曼，成为较罕见的从中国联赛进入欧洲五大联赛的外援。
班宁身材高大，球风相当强悍而且脾气火爆，2008年奥运会中他代表喀麦隆国奥队出赛三次却有两次被红牌罚下。